# The Legend of Zu
Legend of Zu (ook wel: The Legend of Zu of Zu Warriors)is een fantasyfilm uit China. De film werd geregisseerd door Tsui Hark. In Chinese karakters is de titel 蜀山正传 . De Kantonese uitspraak is Shu shan zheng zhuan.
In 1983 maakte Tsui Hark "Zu Warriors of the Magic Mountain", de voorloper van deze film.

## Filmbeschrijving
Het kwaadaardige monster Insomnia is al eeuwen bezig met het uitmoorden van de sektes op de Zu bergen. 200 jaar geleden heeft Insomnia King Sky's meesteres en geliefde Dawn vermoord. Nu is Dawn gereïncarneerd als Enigma en heeft ze geen herinneringen meer aan haar vorige leven. Wanneer Insomnia de Omei-sekte aanvalt vraagt hun leider White Eyebrows de hulp van King Sky. Samen met Omei's beste leerling Red proberen ze met alle macht het monster te stoppen. Maar ook het monster heeft medestanders: het kleine vliegende demoontje Amnesia heeft een nare verrassing in petto.

## Rolverdeling
- Ekin Cheng - King Sky
- Cecilia Cheung - Dawn/Enigma
- Louis Koo - Red
- Sammo Hung - White Eyebrows
- Kelly Lin - Amnesia
- Zhang Ziyi - Joy
- Patrick Tam - Thunder
- Jacky Wu - Ying/Hollow